# Sande (Vila Verde)
Sande ist ein Ort und eine ehemalige Gemeinde (Freguesia) im Norden Portugals.
Sande gehört zum Kreis Vila Verde im Distrikt Braga. Die Gemeinde hatte eine Fläche von 4 km² und 589 Einwohner (Stand 30. Juni 2011).
Am 29. September 2013 wurden die Gemeinden Sande, Vilarinho, Barros und Gomide zur neuen Gemeinde União das Freguesias de Sande, Vilarinho, Barros e Gomide zusammengeschlossen. Sande ist Sitz dieser neu gebildeten Gemeinde.